# Холистер (Мисури)
Холистер (енгл. Hollister) град је у америчкој савезној држави Мисури.

## Демографија
По попису из 2010. године број становника је 4.426, што је 559 (14,5%) становника више него 2000. године.
| Група             | 2000.         | 2010.         |
| Белци             | 3.653 (94,5%) | 3.952 (89,3%) |
| Афроамериканци    | 8 (0,2%)      | 42 (0,9%)     |
| Азијати           | 6 (0,2%)      | 23 (0,5%)     |
| Хиспаноамериканци | 119 (3,1%)    | 283 (6,4%)    |
| Укупно            | 3.867         | 4.426         |